# Moskva na Hudsonu
Moskva na Hudsonu (v anglickém originále Moscow on the Hudson) je americká filmová komedie z roku 1984. Režisérem filmu je Paul Mazursky. Hlavní role ve filmu ztvárnili Robin Williams, María Conchita Alonso, Cleavant Derricks, Alejandro Rey a Savely Kramarov.

## Děj
Vladimir Ivanov, saxofonista moskevského cirkusu, žije v přeplněném bytě se svou rozvětvenou rodinou. Stojí hodiny ve frontách na toaletní papír a boty. Když Boris, aparátčík přidělený k cirkusu, kritizuje Vladimira za pozdní příchod na zkoušku a naznačuje, že Vladimir možná zmešká blížící se zájezd do New Yorku, dá Vladimir Borisovi pár bot z fronty, kvůli které se Vladimir opozdil. Zatímco Ivanov jede v Ladě svého přítele Anatolije, Anatolij se zastaví, aby koupil palivo do svého auta u pojízdného prodejce benzinu na černém trhu. Zatímco přátelé čekají, až prodavač benzinu naplní Anatoliovy kanystry, oba si procvičují angličtinu.
Cirkusový soubor je vyslán na vystoupení do New Yorku. Anatolij, který nemluvil o ničem jiném než o přeběhnutí, se nemůže přimět k tomu, aby to udělal; a Vladimír, který se proti tomuto plánu stavěl jako proti lehkomyslnému a bláznivému, se náhle rozhodne, že to udělá. Utíká před svými sovětskými kontrolory a schovává se za pultem s parfémy v Bloomingdale's pod sukní prodavačky Lucie Lombardové. Když na místo dorazí newyorská policie a FBI, Vladimir se postaví svým kontrolorům a za záběru zpravodajských kamer přeběhne. Vladimírovi zůstane jen oblečení na zádech, peníze v kapse a pár modrých džínů, které plánoval koupit své přítelkyni v Moskvě.
Lionel Witherspoon, člen ochranky, který chránil Vladimira před jeho ruskými agenty během zběhnutí, ho vezme domů do Harlemu, kde žije s Lionelovou matkou, nezaměstnaným otcem, sestrou a dědečkem – bydlení nápadně podobné tomu, jaké měl Vladimir v Moskvě.
S pomocí sympatického imigračního právníka Orlanda Ramireze, kubánského emigranta, se Vladimir brzy přizpůsobí životu ve Spojených státech. Vladimir se pokouší najít práci, přestože neumí anglicky, a obává se hrozby ze strany svých bývalých nadřízených z KGB. Zpočátku pracuje jako řidič autobusu, pokladní v McDonaldu, pouliční obchodník a řidič limuzíny. Přestože tato zaměstnání Vladimírovi nakonec umožní přestěhovat se do vlastního bytu, začíná pochybovat, že bude ještě někdy profesionálně hrát na saxofon.
Vladimir naváže vztah s Lucií. Na večírku na oslavu Luciina získání amerického občanství ji Vladimir požádá o ruku, ale ona odmítne a rozejde se s ním. Lionel se rozhodne vrátit do Alabamy, aby byl nablízku svému nezletilému synovi. V dopise od Vladimírovy rodiny však přichází další špatná zpráva, že jeho dědeček zemřel.
Zarmoucený Vladimir se vydává do ruského nočního klubu, aby si ulevil. Když se opilý vrací pozdě domů do svého činžovního domu, je přepaden dvěma afroamerickými mladíky. Incident nahlásí na policii za přítomnosti svého advokáta Orlanda a oba jdou do restaurace, kde Vladimir vypráví o svém neštěstí. Během konfrontace s podsaditým mužem, který se rovněž ukáže jako ruský zběh, Vladimir ocení své štěstí, že žije ve Spojených státech. Brzy poté se Lucia s Vladimirem znovu setká a řekne mu, že není připravena na manželství, ale ráda by žila s imigrantem. Lionel se vrací z Alabamy a přebírá Vladimírovo místo řidiče limuzíny.
Vladimir se setkává se svým bývalým nadřízeným z KGB, který je nyní pouličním prodavačem hot-dogů. Přiznává, že musel sám uprchnout ze SSSR, protože nedokázal zabránit Vladimírově zběhnutí, ale zároveň si začal vážit New Yorku. Vladimir brzy získá práci v nočním klubu, kde opět hraje na saxofon.

## Obsazení
| Robin Williams        | Vladimir Ivanoff   |
| María Conchita Alonso | Lucia Lombardo     |
| Cleavant Derricks     | Lionel Witherspoon |
| Alejandro Rey         | Orlando Ramirez    |
| Savely Kramarov       | Boris              |
| Oleg Rudnik           | Jurij              |
| Elya Baskin           | Anatoly            |
| Yakov Smirnoff        | Lev                |

## Ocenění
Robin Williams byl za svou roli v tomto filmu nominován na Zlatý glóbus.